# Hugo Broos
Hugo Broos (* 10. April 1952 in Humbeek) ist ein ehemaliger belgischer Fußballspieler und heutiger -trainer.

## Spielerkarriere

### Verein
Hugo Broos begann im Alter von 11 Jahren bei Humbeek FC mit dem Fußballspielen. Bereits als Jugendlicher debütierte er in der ersten Mannschaft. Im Alter von 18 Jahren wurde er vom RSC Anderlecht verpflichtet. Unter Trainer Georg Kessler entwickelte sich Broos zum Stammspieler. Im Gegensatz zu Verteidigern wie Gilbert Van Binst und Erwin Vandendaele war seine Spielweise betont defensiv ausgerichtet. Seine Aufgabe war es vor allem, die gegnerischen Stürmer aus dem Spiel zu halten. Mit Anderlecht wurde er bis 1981 dreimal belgischer Meister. Zudem gewann er viermal den belgischen Pokal. Seine größten Erfolge auf Vereinsebene waren die beiden Siege 1976 und 1978 im Europapokal der Pokalsieger sowie der Gewinn des UEFA-Pokals 1983. Im Jahr 1977 stand er mit Anderlecht ein weiteres Mal im Finale des Pokalsiegerwettbewerbs, welches mit 0:2 gegen den Hamburger SV verloren wurde.
1983 wurde Gilbert Van Binst Assistent von Georg Kessler beim FC Brügge. Er überzeugte seinen ehemaligen Teamkollegen Broos, ebenfalls nach Brügge zu wechseln. Dort gewann er 1986 den Pokal, 1988 die belgische Meisterschaft und zweimal den Supercup. Im UEFA-Pokal 1987/88 stieß er mit Brügge bis ins Halbfinale vor. Nach dem 1:0-Sieg im Finale des Supercups 1988 gegen seinen alten Klub RSC Anderlecht beendete Broos seine Spielerkarriere.

### Nationalmannschaft
Broos debütierte am 13. März 1974 für die belgische Nationalmannschaft bei der 0:1-Niederlage im Spiel gegen die DDR. Wegen einer Rückenverletzung verpasste er die  Europameisterschaft 1980 und kehrte erst wieder im November 1985 aufgrund vieler Verletzungen und Sperren anderer Spieler in die Nationalmannschaft zurück. Im entscheidenden Play-off-Spiel gegen die Niederlande qualifizierte sich Belgien trotz einer 1:2-Niederlage im Rückspiel für die Weltmeisterschaft 1986 in Mexiko. Aufgrund seiner Leistung in diesem Spiel nominierte Trainer Guy Thys Broos für den belgischen WM-Kader.
Bei diesem Turnier erreichte Belgien das Halbfinale und schloss auf dem vierten Platz ab. Broos kam in den Vorrundenspielen gegen Mexiko und Paraguay sowie im Viertelfinalspiel gegen Spanien, das die belgische Mannschaft mit 5:4 nach Elfmeterschießen gewann, zum Einsatz.  Dabei verwandelte Broos einen Strafstoß zum zwischenzeitlichen Stand von 3:2. Es war gleichzeitig sein letztes Spiel für die Roten Teufel.
Insgesamt bestritt Broos 24 Länderspiele für Belgien, in denen er ohne Torerfolg blieb.

## Trainerkarriere
Nachdem Broos seine Spielerkarriere beendet hatte, holte ihn der Technische Direktor Paul Van Himst 1988 als Trainer zu RWD Molenbeek. Broos blieb auch nach dem Abstieg von RWDM in die zweite Liga Cheftrainer und führte den Klub umgehend in die höchste Spielklasse zurück.
Nach drei Spielzeiten beim Brüsseler Club kehrte Broos zum FC Brügge zurück. Mit Spielern wie Franky Van der Elst, Daniel Amokachi, Gert Verheyen, Vital Borkelmans, Dany Verlinden und Lorenzo Staelens gewann er bereits in seiner ersten Saison bei Brügge die Meisterschaft. 1995 führte Broos sein Team zum Pokalsieg. Ein Jahr später gewann Club sogar das Double. Broos selbst wurde 1992 und 1996 zum Trainer des Jahres gewählt.
1997 verließ er Brügge und ging zu Excelsior Mouscron. Der Verein aus dem Hennegau war ein Jahr zuvor in die erste Klasse aufgestiegen und auf Anhieb Dritter geworden. In seiner ersten Saison belegte Mouscron einen Mittelplatz. Die folgenden Spielzeiten schloss der Klub stets auf einstelligen Tabellenplätzen ab. 2002 erreichte Broos mit Mouscron das Pokalfinale, verlor aber mit 1:3 gegen seinen vorherigen Arbeitgeber aus Brügge.
Broos kehrte 2002 zum RSC Anderlecht zurück, für den er 13 Jahre als Spieler aktiv war. In seiner ersten Saison gelang es ihm nicht, Anderlecht zum Titel zu führen. Ein Jahr später gewann er seine dritte Meisterschaft als Trainer. Nach der Saison wurde er zudem zum dritten Mal zum Trainer des Jahres gewählt. Anderlecht schaffte es eine Saison später, sich für die Champions League zu qualifizieren, verlor jedoch alle Spiele in der Gruppenphase und schied aus. Einen Monat nach der Winterpause der Saison 2004/05 wurde er zum ersten Mal in seiner Karriere entlassen und von seinem Assistenten und ehemaligen Teamkollegen Frank Vercauteren abgelöst.

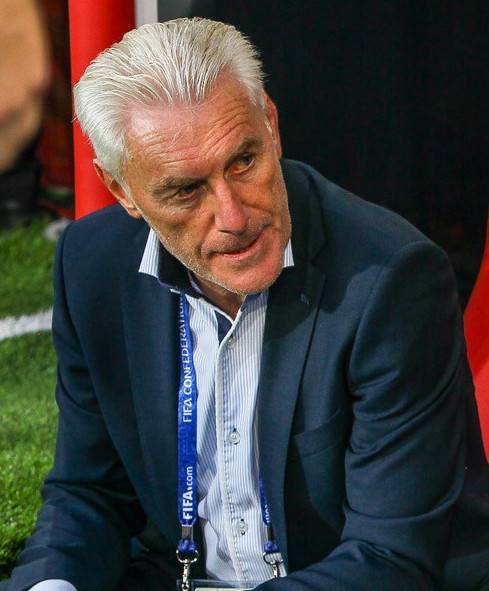
Hugo Broos als Trainer von Kamerun beim Afrika-Cup 2017

Im Juni 2005 verpflichtete ihn KRC Genk als Trainer. In seiner ersten Saison bei den Limburgern wurde er Fünfter in der Liga. Ein Jahr später wurde Genk Vizemeister. Broos wurde daraufhin zum vierten Mal zum Trainer des Jahres gewählt. Am 23. Februar 2008 trennten sich Broos und Genk nach einer 0:1-Niederlage im Derby gegen VV St. Truiden einvernehmlich.
Im Dezember 2008 unterzeichnete Broos einen Sechsmonatsvertrag beim griechischen Klub FC Panserraikos. Es gelang ihm, das Team in der höchsten Spielklasse zu halten. Ein halbes Jahr später wurde Broos Trainer und Technischer Direktor beim türkischen Verein Trabzonspor. Am 22. November 2009 wurde er nach der fünften Saisonniederlage entlassen. Nach fast einem Jahr ohne Verein unterzeichnete er am 27. Oktober 2010 einen Vertrag beim SV Zulte Waregem, wo er am 23. Mai 2011 entlassen wurde. Im August 2011 wurde Broos Assistent von Frank Vercauteren beim al-Jazira Club in Abu Dhabi. Im März 2012 wurden sie gemeinsam entlassen.
Anfang Juli 2014 begann Broos als Cheftrainer bei der algerischen JS Kabylie. Am 23. August 2014 wurde er mit einem tödlichen Zwischenfall konfrontiert, als Kabylie-Anhänger nach einer Niederlage ihres Teams die Spieler von der Tribüne aus mit Steinen bewarfen. Ein Stein traf den kamerunischen Stürmer Albert Ebossé Bodjongo am Kopf, woraufhin dieser starb. Wegen dieses Vorfalls und wegen zu starker Einmischung des Vereinsvorsitzenden trat Broos am 26. September 2014 von seinem Amt zurück.
Ende November 2014 nahm Broos erneut ein Engagement in der algerischen Liga als Cheftrainer beim NA Hussein Dey an. Dieses endete am 1. Februar 2015, als er aufgrund schlechter Ergebnisse entlassen wurde.
Am 18. Februar 2016 wurde Broos Nationaltrainer von Kamerun. Im Juni 2016 qualifizierte er sich mit dem Team für den Afrika-Cup 2017. Dort holte er durch einen 2:1-Sieg im Finale gegen Ägypten den fünften Gesamtsieg Kameruns. Nachdem er die Qualifikation  für die WM 2018 in Russland verpasst hatte, wurde Broos am 4. Dezember 2017 vom kamerunischen Verband entlassen.
Am 1. März 2018 übernahm Broos den Posten des Sportdirektors bei KV Ostende. Eine seiner ersten Handlungen war die Verpflichtung von Gert Verheyen als Trainer für die Saison 2018/19. Anfang März 2019 übernahm Broos interimsweise den Trainerposten von Verheyen, nachdem dieser zurückgetreten war. Ende April trat Broos ebenfalls mit sofortiger Wirkung von allen Ämtern zurück.
Im Mai 2021 wurde Broos als Nationaltrainer Südafrikas vorgestellt.

## Erfolge und Ehrungen

### Als Spieler
- Europapokal der Pokalsieger: 1976 und 1978
- UEFA Super Cup: 1976 und 1978
- UEFA-Pokal: 1983
- Belgische Meisterschaft: 1972, 1974, 1981 und 1988
- Belgischer Fußballpokal: 1972, 1973, 1975, 1976 und 1986
- Belgischer Supercup: 1986 und 1988

### Als Trainer
- Belgische Meisterschaft: 1992, 1996 und 2004
- Belgischer Fußballpokal: 1995 und 1996
- Belgischer Supercup: 1991, 1992, 1994 und 1996
- Afrika-Cup: 2017
- Belgischer Trainer des Jahres: 1992, 1996, 2004 und 2007